# Suki (Abjasia)
Suki (en georgiano: სუკი) o Yidaju (en abjasio: Дзыдахә, romanizado: Dzydaju) es una aldea que pertenece a la parcialmente reconocida República de Abjasia, dentro del distrito de Ochamchire, aunque de iure es parte del municipio de Ochmachire de la República Autónoma de Abjasia de Georgia.

## Geografía
Suki se encuentra en la llanura del Mar Negro y a orillas del río Galizdga, a 5 km de Ochamchire. La aldea se administra desde el pueblo de Ilori. 